# Ouham
Ouham (ofte også Bahr Sara eller Bahr Sarh) er en flod i Centralafrika og den venstre kildeflod til Chari.

## Flodens løb
Floden har sit udspring i  Centralafrikanske Republik, på grænsen mellem præfekturerne Nana-Mambéré og Ouham-Pendé. Den løber ind  i Tchad, indtil den når 25 km nord for Sarh løber ud i Chari.

## Hydrometri
Flodens strømningshastighed er blevet overvåget i 33 år (1951-84) i Moïssala, en by i Tchad, omkring 150 km oven for sammenløbet med Chari. Den gennemsnitlige årlige vandmængde observeret i Moïssala i perioden var 480 m³/s forsynet af et afvandingsområde på cirka 67.600 km², som udgør cirka 95 % af det samlede flodafvandingsområde.